# Rubens Approbato Machado
Rubens Approbato Machado (Ribeirão Preto, 31 de agosto de 1933 - São Paulo, 17 de novembro de 2016) foi um advogado brasileiro admitido na Ordem dos Advogados do Brasil. Formou-se bacharel em Direito em 1956 e especialista em Direito Tributário e Ciência das Finanças em 1969/1970 pela Faculdade de Direito da Universidade de São Paulo. 
Morreu em 17 de novembro de 2016, aos 83 anos.

## Cargos ocupados
- Presidente do Conselho Federal da Ordem dos Advogados do Brasil - (2001/2004).
- Presidente da Ordem dos Advogados do Brasil – Secção São Paulo (1998/2000).
- Secretário dos Negócios da Justiça do Estado de São Paulo (1990/1988).

## Dirigente esportivo
Conselheiro vitalício do Corinthians, foi vice-presidente da Federação Paulista de Futebol (1992/2002) na gestão Eduardo José Farah, e membro do Superior Tribunal de Justiça Desportiva (STJD) desde 2004, com mandato até 2012.

## Títulos recebidos
- Comenda “Ordem do Mérito Judiciário do Trabalho”, outorgada pelo Tribunal Superior do Trabalho (11 de agosto de 1992).
- Colar do Mérito Judiciário outorgado pelo Tribunal de Justiça do Estado de São Paulo (1 de dezembro de 1993).
- Comenda do Mérito da Ordem dos Advogados Portugueses outorgada em (1 de fevereiro de 2004).[4]